# Fierville-Bray
Fierville-Bray is een voormalige gemeente in het Franse departement Calvados in de regio Normandië en telt 426 inwoners (1999). De plaats maakt deel uit van het arrondissement Caen.

## Geschiedenis
De gemeente ontstond in 1859 toen de gemeenten Cinq-Autels en Bray-la-Campagne opgenomen werden in de gemeente Fierville-la-Campagne. Het ten noorden van Fierville gelegen Cinq-Autels en het ten oosten van Fierville gelegen Bray-la-Campagne hadden allebei de status van commune associée tot 1987.
Fierville-Bray maakte deel uit van het kanton Bretteville-sur-Laize totdat dit op 22 maart 2015 werd opgeheven en de gemeente werd overgeheveld in het kanton Troarn. Op 1 januari 2017 fuseerde de gemeente met Airan, Billy, Conteville en Poussy-la-Campagne tot de commune nouvelle Valambray.

## Geografie
De oppervlakte van Fierville-Bray bedraagt 12,8 km², de bevolkingsdichtheid is 33,3 inwoners per km².
De onderstaande kaart toont de ligging van Fierville-Bray met de belangrijkste infrastructuur en aangrenzende gemeenten.

## Demografie
Onderstaande figuur toont het verloop van het inwonertal (bron: INSEE-tellingen).
Vanwege een beveiligingsprobleem met de MediaWiki Graph-software is het momenteel niet mogelijk deze grafiek weer te geven. Zodra de software is bijgewerkt zal de grafiek vanzelf weer zichtbaar worden.